# Ачех
Ачех (на ачешки: Acèh; джави: اچيه; на нидерландски: Atjeh или Acheh; на индонезийски: Provinsi Aceh) е специален регион в Индонезия. Провинцията се намира в северния край на о. Суматра. Столицата ѝ е Банда Ачех. В близост е до Андамански и Никобарските острови на Индия, но ги разделя Андаманското море.
Има 10 местни етнически групи в тази област, най-големите са на ачешите, които представляват около 80% до 90% от населението на региона.
Смята се, че Ачех е мястото, където разпространението на исляма в Индонезия започва и е важен фактор в разпространението на религията в цяла Югоизточна Азия. Ислямът достига Ачех през около 1250 г. В ранния XVII век Ачешкият султанат е най-богатият, мощен и култивиран регион в региона Малака. Ачех има история на политическа независимост и устойчивост на контрол от външни лица, включително бившите холандски колонисти и индонезийското правителство.
Провинцията има значителни природни ресурси, включително нефт и природен газ; някои изчисления поставят газовите резерви в Ачех като най-големите в света. В сравнение с останалата част от Индонезия, това е религиозно консервативна област. Има най-висок дял на мюсюлмани в Индонезия, които живеят най-вече според шериата.

## История
Според няколко археологически находки, първото доказателство за човешко присъствие в Ачех е от място, в близост до река Тамианг. Каменни сечива и фаунистични останки също са открити. Археолозите смятат, че местността за първи път е заселена около 10 000 г. пр.н.е.
Султанат Ачех е създаден от султан Али Мугаят Сях през 1511 г.

## Управление
В рамките на страната Ачех не се управлява като провинция, а като специална територия (daerah istimewa), тъй като има автономно управление.

### Закон
Започвайки с обнародването на Закон 44/1999, управителят Ачех издава ограничени регламенти, базирани на шериата, например правителствените служители от женски пол да носят ислямски дрехи. Тези разпоредби не са приложени от правителството на провинцията, но през април 1999 г., се появяват сведения, че групи мъже в Ачех се включват във виджиланте насилие в опит да наложат шериата, например, чрез вербална злоупотреба към жени, които не носят хиджаб, режейки дрехите или косите им или друг вид насилие срещу тях.
Публичният бой с пръчки е много често срещана практика в провинцията.